# Star Search
Star Search es un programa de televisión estadounidense producido por TPE/Rysher Entertainment de 1983 a 1995, presentado por Ed McMahon y creado por Al Masini. Un relanzamiento fue producido por 2929 Productions de 2003 a 2004. En ambas versiones del programa, los concursantes compitieron en varios géneros de entretenimiento. El espectáculo se filmó originalmente en el antiguo Teatro Earl Carroll (ahora conocido como Nickelodeon on Sunset), en 6230 Sunset Blvd. en Hollywood y más tarde en los estudios Disney-MGM en Orlando, Florida.

## Versión 1983–1995
Si bien las categorías variaron ligeramente de una temporada a otra, las diez categorías básicas durante la versión 1983-1995 fueron:
- Cantante femenina
- Cantante
- Cantante junior (segunda mitad de la temporada)
- Cantante adolescente (Primera mitad de la temporada)
- Voz grupal
- Danza
- Baile junior (primera mitad de temporada)
- Baile de adolescentes (segunda mitad de la temporada)
- Spokesmodel
- Comedia

Se disputaron ocho categorías por espectáculo. Los concursantes potenciales audicionaron para estar en el programa. En cada categoría, competirían dos concursantes seleccionados, un campeón y un retador. El retador normalmente actuaría primero, mientras que el campeón actuaría en segundo lugar. En temporadas posteriores, el campeón actuó primero.
Todos los actos fueron juzgados por un panel de cuatro jueces, y cada juez podía otorgar un acto de una a cuatro estrellas (luego cambiado a cinco estrellas). Una vez que ambos actos estuvieran completos, Ed revelaría los puntajes y el mejor promedio ganó. Si hubo un empate, una votación de la audiencia del estudio rompió el empate, en cuyo caso los resultados se revelaron al final del programa.
Cualquier artista debe ganar al menos varios espectáculos seguidos, dependiendo del número de espectáculos que queden en la temporada, para ganar una entrada a la siguiente ronda de la competencia; normalmente eran tres o cuatro victorias seguidas. En temporadas posteriores, los ganadores de tres partidos se retiraron automáticamente. En este caso, dos nuevos artistas competirían en esa categoría la semana siguiente.
En la mayoría de las temporadas, se llevaron a cabo dos shows semifinales, uno en el otoño y el otro en la primavera, antes del show del campeonato. Cada semifinal utilizó siete jueces. No se usó puntaje y los votos de los jueces no fueron revelados, pero los actos que ganaron sus semifinales competirían en el campeonato.
En el programa del campeonato, los ganadores de Vocalista Masculino, Vocalista Femenina, Grupo Vocal, Comedia y Danza, recibieron $ 100,000 pero no se garantizó ningún contrato discográfico. Muchos ganadores de Star Search de las primeras temporadas aseguraron contratos de grabación a las pocas semanas del final de la competencia: el ganador del grupo vocal de la primera temporada, Sawyer Brown, el campeón vocalista masculino de la primera temporada Sam Harris y el campeón vocalista masculino de la segunda temporada Durell Coleman fueron los tres primeros. y luego fueron seguidos por el ganador del grupo vocal de la segunda temporada Garantía limitada, la campeona vocalista femenina de la tercera temporada Linda Eder, el campeón vocalista masculino junior de la segunda temporada Jimmy Salvemini, cuyo álbum fue producido por Luther Vandross, campeón vocalista masculino de la cuarta temporada David Slater, y Tiffany, subcampeona de la tercera temporada como vocalista junior . A pesar de no ganar su competencia (perdió ante Melissa Moultrie), Tiffany, actuando como 'Tiffany Renee', fue la primera exalumna de Star Search en conseguir un éxito # 1, con su versión del Top 5 de Tommy James and the Shondells y el éxito de I Think We're Alone Now, mejorando en realidad el rendimiento de las listas del sencillo original. El ganador de la categoría Spokesmodel recibió $ 100,000 y un contrato con una conocida agencia de modelos. La primera ganadora de Spokesmodel fue Tracey Ross, quien más tarde se convirtió en la actriz principal de la telenovela Passions. Los ganadores de Junior Vocalist, Junior Dance, Teen Vocalist y Teen Dance ganan $ 10,000.
En las primeras temporadas, antes de que se adoptara la regla del límite de tres partidos, los grandes campeones se determinaban por cuánto tiempo un campeón tenía su título. Si bien se cree que Sam Harris tiene el récord de campeonato más largo, a las 14 semanas de la temporada 1, Harris fue derrotado por el cantante Beau Williams en el decimocuarto intento de Harris. Este récord lo tiene el cantante Durell Coleman (1985), quien ganó los $ 100,000 en la temporada 2 con 15 victorias y ninguna derrota.
En la temporada 1992-93, se emitió una versión diaria del programa, pero se canceló a mitad de temporada.
La ex veejay de MTV Martha Quinn se unió a la serie como copresentadora de la temporada 1994-95, juzgando la competencia de grupos musicales.
Star Search se distribuía normalmente en Fox Television Stations (antes de octubre de 1986, Metromedia, Inc.), estaciones propiedad de Gaylard Broadcasting Co., estaciones propiedad de Taft Broadcasting y estaciones propiedad de Cox Communications.

## Versión 2003-2004
Como consecuencia del éxito de American Idol, Arsenio Hall organizó una nueva versión de búsqueda de la estrella , que duró dos años: 2003 y 2004 en CBS, antes de acabar en las repeticiones en el canal de cable GSN por un año, de 2004 a 2005. Este La nueva versión fue juzgada por cuatro panelistas, incluidos Ben Stein, Naomi Judd, Ahmet Zappa y un panelista famoso rotativo (que en al menos un caso fue el propio McMahon). Entre los ganadores se encontraban la cantante Tiffany Evans, el comediante John Roy y el cantante Mark Mejia.
El avivamiento consistió en cuatro temporadas. Para la primera temporada, las categorías fueron Cantante adulta y juvenil, Comedia y Modelaje. En las temporadas dos y tres, Modeling fue reemplazado por Dance. En la temporada final, la categoría de Comedia se eliminó por completo y solo quedaron las categorías de canto y baile.
Durante las tres primeras temporadas, se enfrentaron dos nuevos competidores. Los tres jueces de la casa, junto con el juez de una celebridad, dieron a cada concursante una puntuación en una escala de una a cinco estrellas, por lo que una puntuación máxima de estudio de 20 estrellas. Durante cada pausa comercial, la audiencia local fue a www.cbs.com/star para calificar a los competidores que acababan de actuar. Cada artista podría ganar hasta otras 20 estrellas de la audiencia local. En el momento culminante antes de que se revelara la partitura de la audiencia local, Hall solía decir: "¡Golpéame con los dígitos!"
Cuando se contabilizaron las puntuaciones, ganó el artista con la puntuación más alta. Si el puntaje estaba empatado, Hall leería el puntaje de cada artista redondeado a la centésima más cercana (el puntaje en casa se redondeó inicialmente a la estrella más cercana, a menos que hubiera un empate). Ese artista luego pasaría a la siguiente ronda de competencia. La única excepción real a este formato durante las tres primeras temporadas fue que tres personas compitieron en las rondas de semifinales, no dos. Después de las tres primeras temporadas, se llevó a cabo un espectáculo especial, "La batalla de los mejores", donde los dos grandes campeones Cantante adulto, Cantante junior, Comediante y Bailarina joven (el modelaje fue solo la primera temporada, y Dance solo había existido durante dos temporadas) volvieron a enfrentarse por $ 100,000 adicionales.
Para la cuarta y última temporada, tres concursantes en Adult Singer, Junior Singer y Dance regresaron para competir inicialmente (Comedy se eliminó, en broma porque Naomi le dio a muchos cómics solo una estrella). Los tres traídos en cada categoría no fueron necesariamente los Grandes Campeones de su temporada. El programa eliminó al juez de celebridades y tuvo tres jueces de la casa para toda la serie: Naomi Judd, MC Lyte y Matti Leshem (que intentó reprender a los concursantes como lo estaba haciendo Simon Cowell en ese momento en American Idol).
Como en temporadas pasadas, compitieron dos nuevos concursantes. Con solo tres jueces, era posible una puntuación de 15 estrellas y los empates se rompieron por mayoría de votos entre los tres. Aquí es donde entraron los ex concursantes. Inicialmente, en cada categoría, estos tres artistas formaban el "Círculo de Ganadores". El retador ganador tuvo la oportunidad de desafiar a uno de los tres artistas en su respectivo círculo de ganadores. El ejecutante del círculo de ganadores tuvo que vencer o atar el listón establecido por el retador; los lazos se entregaron automáticamente al ejecutante del Círculo de Ganadores. Si no podían superar el puntaje, estaban fuera de la competencia y el retador tomó su lugar en el Círculo de Ganadores.
A mitad del programa, los tres artistas de cada círculo de ganadores compitieron entre sí en un espectáculo especial. El ganador de cada categoría no solo recibió un viaje a casa, sino un pase gratuito para el espectáculo final. A partir de entonces, solo había dos personas que podían ser desafiadas en cada Círculo de Ganadores. En el programa final, las tres personas en cada Círculo de Ganadores compitieron entre sí por $ 100,000. Este, junto con el programa Free Pass, fueron los únicos dos programas que volvieron a adoptar el concepto de votación en casa.
- El grupo Adult Singer fue el único grupo que registró una blanqueada completa. Los tres artistas al principio también estuvieron allí al final.
- El pase libre fue igualmente importante en los otros dos grupos. Tanto en la categoría de Danza como en la de Cantante Junior, el pase libre no solo salvó al ganador de ser desafiado en un Círculo de Ganadores en constante cambio, sino que terminaron ganando sus finales de grupo (Cantante Junior Mark Mejia y Dancer Jon Cruz).
- El cantante adulto y campeón de la temporada 1, Jake Simpson, fue desafiado un récord cuatro veces durante su mandato en el Círculo de Ganadores. No solo logró un perfecto 4-0, sino que también ganó la final de su grupo. El único partido que perdió durante toda la temporada fue el especial de enfrentamiento del círculo de ganadores.

Este remake duró dos años antes de su cancelación en abril de 2004.
Al mismo tiempo, se produjo y emitió en Alemania un spin-off llamado Star Search - Das Duell der Stars von Morgen, pero con menos éxito que el programa más popular Deutschland sucht den Superstar, la versión alemana de la franquicia Idols.

## Competidores notables

### Ganadores del concurso
| Año     | Vocalista femenina | Vocalista masculino | Vocalista junior   | Grupo            | Spokesmodel     | Comedia          | Danza                 |
| ------- | ------------------ | ------------------- | ------------------ | ---------------- | --------------- | ---------------- | --------------------- |
| 1983-84 | Monica Pege        | Sam Harris          |                    | Sawyer Brown     | Tracey Ross     | Brad Garrett     | Mark y Laura Sellers  |
| 1984    |                    |                     | Shanice            |                  |                 |                  |                       |
| 1985    | Cat Adams          | Durell Coleman      |                    | Limited Warranty | Barbara Barr    | John Kassir      | The Williams Brothers |
| 1986    | Peggi Blu          | Kenny James         | Tracie Spencer     | Tchukon          | Devin Devasquez | Jenny Jones      |                       |
| 1987    | Cheryl Barnes      | David Slater        | Alisan Porter      | The Kingpins     | Theresa Ring    | Mark McCollum    | Eddie and Lisa        |
| 1988    | Linda Eder         | Victor Elijah Cook  | Countess Vaughn    |                  | Cynthia Gouw    | Al Lubel         |                       |
| 1989    |                    |                     |                    |                  | Heather Medway  | Michael Colyar   |                       |
| 1990    | Angela Teek        |                     |                    |                  | Debbie James    | Taylor Mason     | New World             |
| 1991    | Nita Whitaker      |                     | LeAnn Rimes        |                  | Symba Smith     | Felicia Michaels | Boys Back East        |
| 1992    | Britt Savage       | Billy Porter        | Blake McIver Ewing |                  | Andrea Leithe   | Vince Champ      |                       |
| 1993    | Beth Hart          |                     | Kelli Williams     |                  | Sandy Flynn     | Jim Tavaré       |                       |
| 1994    |                    |                     |                    |                  |                 |                  |                       |
| 1995    |                    |                     | Colleen Ford       |                  | Mona Wyatt      |                  |                       |
| 2003    | Vickie Natale      |                     | David Archuleta    |                  | John Roy        | Loni Love        |                       |

### Otros artistas
| - Aaliyah, 1989 (Vocalista junior) - Adam Sandler, (Comedia) - Alanis Morissette, 1988 (Vocalista femenina) - Alison Armitage, 1993, (Portavoz, compitió como Brittany York) - Anna Maria Perez de Tagle, 2003 (Vocalista junior) - Andrea Leithe, 1992 (Portavoz) - Andrew Young, 1989 (Vocalista masculino) - April LaChelle, 1993 (portavoz) - April Lerman, 1991 (Vocalista femenina) - Ashley Argota, 2003 - Backstreet Boys, 1993 (Grupo vocal) - Ben Bailey, 2003 (Comedia) - Bianca Ryan, 2004 (Vocalista femenina) - Bill Engvall, (Comedia) - Billy Dean - Blaine Stewart, 1993 (Vocalista adolescente) - Blake McIver Ewing, 1992 (Vocalista junior) - Bobbie Brown, 1990 (portavoz) - Britney Spears, 1992 (Vocalista junior) - Carlos Mencia, 1991 (Comedia) - Celeste Weaver, 1993 (portavoz) - Christina Aguilera, 1990 (Vocalista junior) - Conan O'Brien, (Comedia) - Coors Light Twins (Diane Klimaszewski y Elaine Klimaszewski), 1987 (Baile adolescente) - City Limits, 1989 (banda de versiones canadiense francesa) - Curve, 1990 (Grupo vocal) - Dana Gould, 1987 (Comedia) - Danielle Corley, 1992 (portavoz) - Danni Boatwright - Dave Chappelle, 1993 (Comedia) - David Raleigh, 1990 (Vocalista masculino) - Dawn Stern, 1993 (portavoz) | - Dennis Miller, 1985 (Comedia) - Destiny's Child, 1993 (Grupo vocal, como Girls Tyme) - Diana DeGarmo, (vocalista femenina) - Don McMillan, 1993 (Comedia) - Dominic Lucero, 1991 (Bailarín, Nuevo Mundo) - Drew Carey, 1988 (Comedia) - Elisa Fiorillo - Eva LaRue, 1985 (en funciones) - Garcelle Beauvais, 1986 (portavoz) - Geechy Guy, 1990 (Comedia) - Gina Malia Aurio, 1992 (Portavoz) - JD Roth - Jack Gallagher, 1985 (Comedia) - Jackie Martling (Comedia) - James Bonamy - Janel Parrish, 2003 (Vocalista femenina) - Jeanie Tracy, 1984 (Vocalista femenina) - Jennifer Gareis, 1993 (portavoz) - Jennifer Blair, 1993 (portavoz) - Jessica Sierra, (vocalista femenina) - Jimmy Salvemini, 1985 (Vocalista masculino) - Joe Lando, 1985 (en funciones) - Joey Pearson, (Vocalista masculino) - Johnnie Harris, 1993 (Vocalista masculino) - Jordan Brady, 1990 (Comedia) - Jordis Unga, 2004 (Vocalista femenina) - Joseph Williams, 1984 (Vocalista masculino) - Josh Kaufman, 1993 (Vocalista junior) - Josh Strickland, 2004 (Vocalista masculino) - Julie McCullough, 1987 (Portavoz) - Justin Timberlake, 1993 (Vocalista junior, como Justin Randall) - Katrina Abrams, (vocalista junior) | - Karina Pasian - Karmyn Tyler, 1993 (Vocalista femenina) - Ken Ober - Kevin James, 1995 (Comedia) - Kimberly Caldwell, (vocalista junior) - Lainie Howard, 1994 (Portavoz) - Lauren Ambrose, 1990 - LeAnn Rimes, 1991 (Vocalista junior) - Liberty Silver, (Vocalista femenina) - Lisa Tucker, 2003 (Vocalista femenina) - Little Texas, 1990 (Grupo vocal) - Lizette Santana (también conocida como Lizé), 1994 (Vocalista femenina) - Loni Love, 2003 (Comedia) - Machel Montano, 1987 (Vocalista masculino) - Marc Summers, 1983 (Comedia) - Marne Patterson, 1989 (vocalista junior) - Martin Lawrence, 1987 (Comedia) - Michelle LaRocque, 1993 (portavoz) - Mitzi Kapture, 1985 (en funciones) - Nadia Turner, (vocalista femenina) - Nick Lazzarini, 2003 (como parte del grupo de baile Hot Under the Collar) - Norm Macdonald, 1990 (Comedia) - Pitbull (como Armando Perez), 1994 (Vocalista masculino) - Phil Vassar, 1987 (Vocalista masculino) - Q'Orianka Kilcher, 2003 (Vocalista femenina) - Rashaan Patterson, (vocalista masculino) - Ray Romano, (Comedia) - Reva Rice, (vocalista femenina) - Richard H. Blake, 1991 (Vocalista junior) - Rick Ducommun, 1984 (Comedia) - Rissi Palmer (vocalista femenina) - Rondell Sheridan, 1990 (Comedia) | - Rosie O'Donnell, 1984 (Comedia) - Roy Wood Jr., 2003 (Comedia) - Sandy Flynn, 1993 (portavoz) - Scott Hoying, 2004 (Vocalista junior) - Scott Thompson Baker, 1985 (en funciones) - Shanice Wilson, (vocalista femenina) - Sharon Stone, 1984 (portavoz) - Shayna Steele, 1992 (Vocalista adolescente) - Sinbad, 1985 (Comedia) - Sophie Tamiko Oda '(Vocalista femenina) - Spensha Baker, 2004 (Vocalista junior) - Steve Oedekerk, (Comedia) - Jon "Do-Knock" Cruz - Sutton Foster, 1990 (Vocalista adolescente) - Symba Smith, 1991 (portavoz) - Támar, 2004 (Vocalista femenina) - Tamara Walker, 1991 (Portavoz) - Tatyana Ali, 1987 (Vocalista junior) - Terrena Hope, 1994 (Vocalista femenina) - Terri Lynn Doss, (portavoz) - The Boys, 1986 (Grupo vocal) - Tiffany, 1985 (Vocalista adolescente) - Tinashe, 2004 (Vocalista junior) - Todd Berry, 1991 (Vocalista masculino) - Tori Kelly, 2003 (Vocalista junior) - Toy Subs, 1991 (Grupo vocal) - Ty Herndon - Tyce Diorio, (Danza) - Usher, 1991 (Vocalista masculino, como Usher Raymond) - Vic Mignogna, 1993 (Vocalista masculino) - Vince Champ, 1992 (Comedia) - Wayne Federman, 1987 (Comedia) |